# Odontomachus xizangensis
Odontomachus xizangensis är en myrart som beskrevs av Wang 1993. Odontomachus xizangensis ingår i släktet Odontomachus och familjen myror. Inga underarter finns listade i Catalogue of Life.